# Індіанська парна

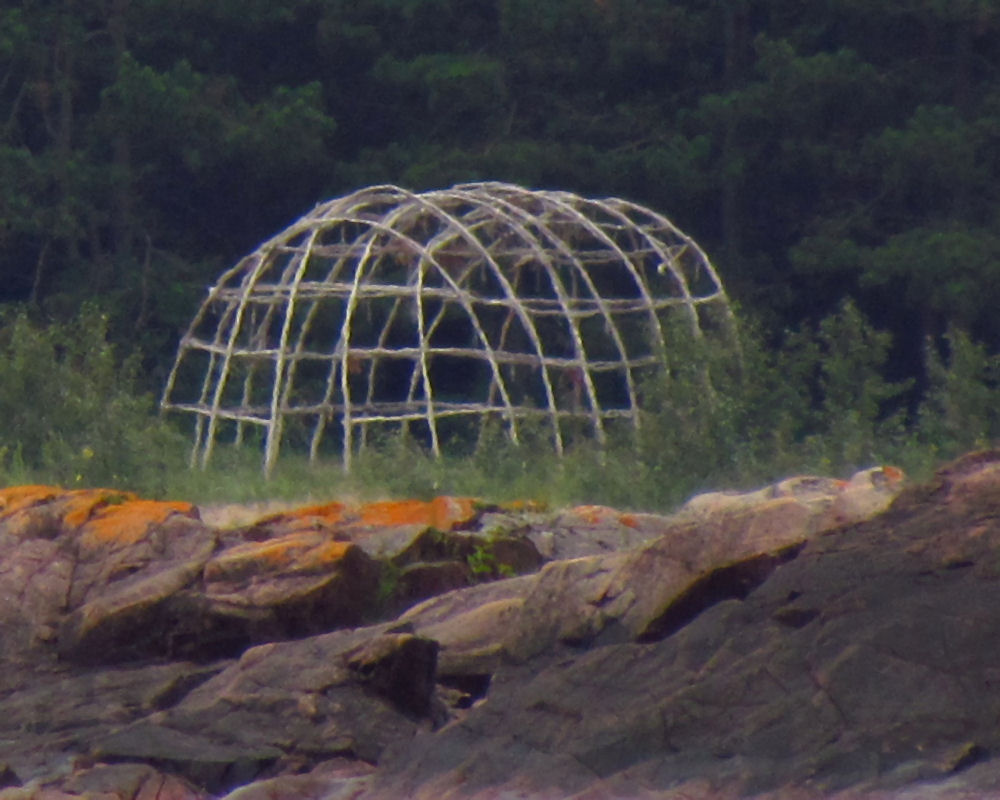
Каркас для парної племені оджибве.

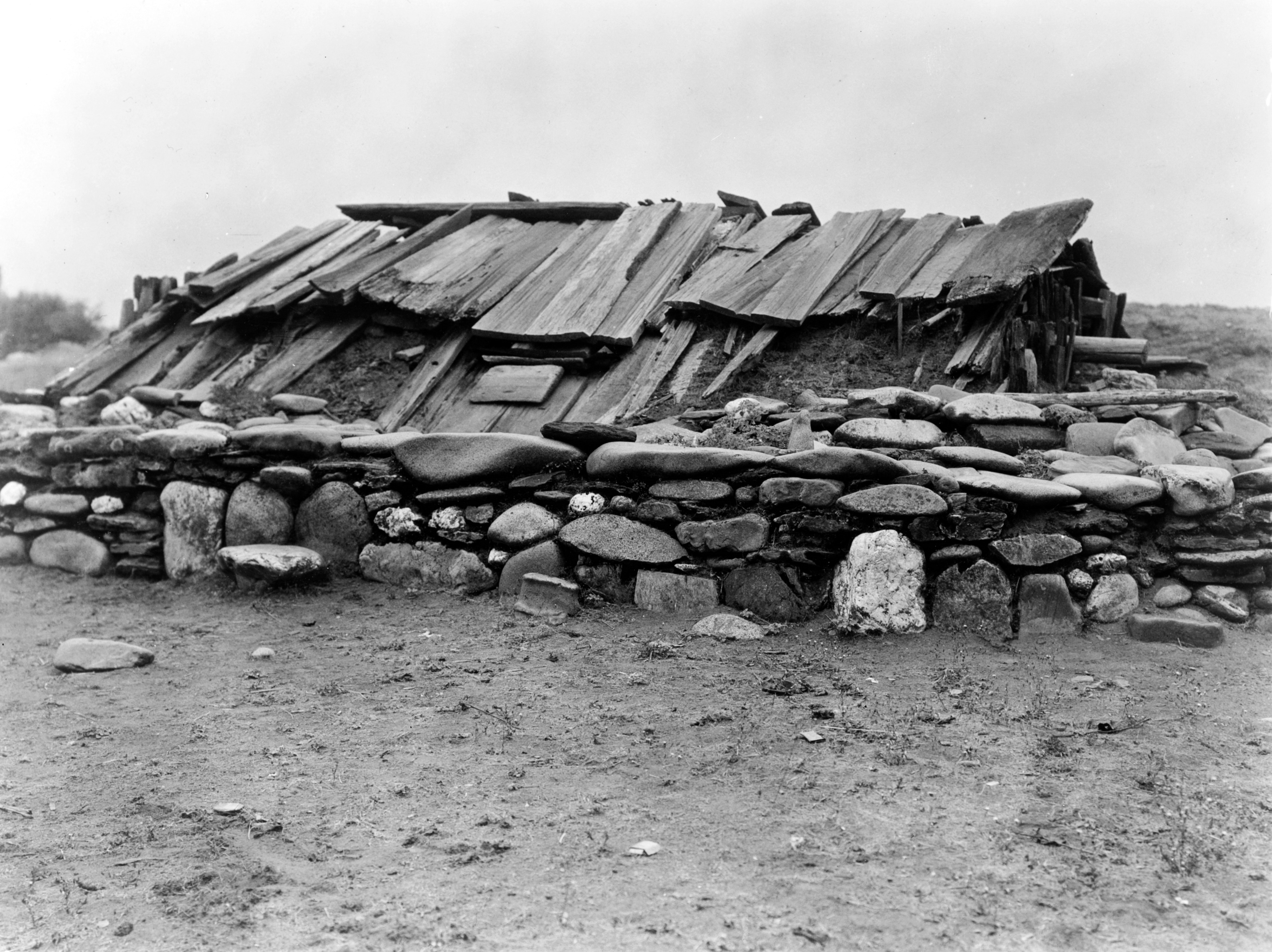
Напівпідземна парна індіанського народу хупа, покрита дерев'яним дощаним дахом і оточена стіною з великих каменів.

Індіанська парна (в англомовній традиції sweat lodge, «хатина поту») — це хатина, зазвичай куполоподібної або довгастої форми, виготовлена з натуральних матеріалів для церемонії очищення, поширеної у північноамериканських індіанців різних етнічних груп.
Традиційно це проста споруда, яка являє собою каркас з жердин, покритих ковдрами, а іноді і шкірами тварин. Спочатку парна використовувалася тільки деякими корінними народами Північної і Південної Америки, особливо індіанцями рівнин, але з ростом пан-індіанського руху багато народів, у яких спочатку не було церемонії очищення жаром, сприйняли цей звичай, що не завжди приймалося зі схваленням народами, які практикували цей звичай як частину власної релігії.
Потіння в даній хатині являє собою не гігієнічну процедуру, а релігійну церемонію — молитву і зцілення. Церемонія повинна проводитися тільки старійшинами, які знають відповідну мову, пісні, традиції і запобіжні заходи. У разі порушення цих звичаїв церемонія вважається небезпечною, як в духовному сенсі, так і в фізичному.
Спроби неіндианців в Північній Америці і за кордоном імітувати церемонію викликали гнівну реакцію індіанців, аж до оголошення війни федерацією лакота і аналогічних заяв старійшин корінних народів, де говорилося, що подібні імітації є небезпечними і неповажними прикладами культурного привласнення і повинні бути припинені.